# (31345) 1998 PG
1998 PG (asteroide 31345) é um asteroide Amor. Possui uma excentricidade de 0.39152861 e uma inclinação de 6.49325º.
Este asteroide foi descoberto no dia 3 de agosto de 1998 por LONEOS em Anderson Mesa.